# Coulsdon
Coulsdon är en ort i Storbritannien.   Den ligger i grevskapet Greater London och riksdelen England, i den södra delen av landet, 21 km söder om huvudstaden London. Coulsdon ligger 82 meter över havet och antalet invånare är 25 500.
Terrängen runt Coulsdon är lite kuperad. Runt Coulsdon är det tätbefolkat, med 319 invånare per kvadratkilometer. Närmaste större samhälle är Sutton, 5,3 km nordväst om Coulsdon. Trakten runt Coulsdon består i huvudsak av gräsmarker.